# Blue Flame

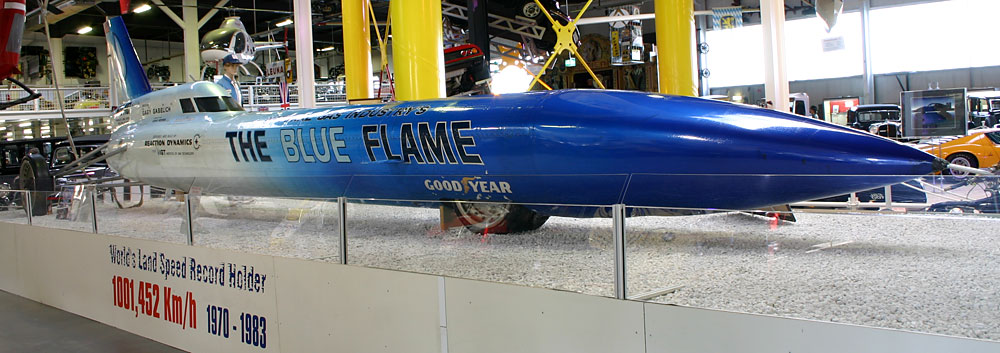
The Blue Flame im Technikmuseum Sinsheim

The Blue Flame ist ein Raketenauto. Es wurde von der Reaction Dynamics Inc. gebaut, die von Pete Farnsworth, Ray Dausman und Dick Keller (vom IIT) gegründet wurde. Als Treibstoff dient dem eingesetzten Flüssigkeitsraketentriebwerk ein diergoles Gemisch aus Flüssigerdgas („LNG“) und Wasserstoffperoxid. Die hinter der Schubdüse sichtbare blaue Flamme war der Anlass für den Namen „Blue Flame“. Angesichts des Bedeutungsgewinns der Umweltbewegung hoffte die das Projekt unterstützende American Gas Association auf die Werbewirksamkeit der Aktion – lange hatte es keinen „grüneren“ Landgeschwindigkeitsrekord gegeben.
Bei der Suche nach einem Fahrer war Craig Breedlove zu teuer, und Chuck Suba verunglückte kurz darauf bei einem Rennen. So wurde der Amerikaner Gary Gabelich der Fahrer.
Am 23. Oktober 1970 stellte er auf dem Bonneville-Salzsee mit einer Geschwindigkeit von ca. 1001,66 km/h (Durchschnitt beider Richtungen: (617,601 mph + 627,207 mph) : 2 = 622,404 mph) einen neuen Weltrekord auf, den er über 13 Jahre hielt.
Das Fahrzeug ist im Technikmuseum Sinsheim ausgestellt.

## Daten
- Fahrer: Gary Gabelich, Long Beach, California
- Sponsor: Natural Gas Industry und Southern California Gas Company
- Antrieb: Hybride Raketentriebwerk
- max. Schub: 9966 kg, modifiziert auf 7248 kg für Unterschall-Rekordversuch, entspr. 58.000 PS
- Treibstoff: flüssiges Erdgas (LNG) und Wasserstoffperoxid
- Länge: 11,64 m
- Breite: 2,33 m
- Höhe Cockpit: 1,56 m
- Höhe Heckflosse:  2,64 m
- Gewicht: 2.944,5 kg
- Radstand: 7,77 m
- Lenkradius: ca. 402,3 m
- Bremssystem: ein 18,4 m langer Bremsschirm plus Reserveschirm
- Reifen: Goodyear mit 350 psi (ca. 24 bar) komprimierter Trockenluft
- Beschleunigung: von 0 auf 660 Meilen pro Stunde in 22 Sekunden
- Kosten: über 650.000 US-Dollar